# Luciano Afonso dos Santos
Luciano Afonso dos Santos (Alvarães, Viana do Castelo, 24 de Setembro de 1913 — Braga, 12 de Novembro de 1992) foi um arqueólogo, historiador, investigador de arte sacra e sacerdote católico português. Foi reitor do seminário de São Tiago em Braga.

## Cronologia
- Em 11 de Outubro de 1936 é ordenado sacerdote.
- Entre 1936 e 1940 frequenta a Pontifícia Universidade Gregoriana de Roma, onde obtém a licenciatura de Teologia Dogmática.
- Entre 1948 a 1975 é reitor do Seminário de Santiago em Braga.
- Em 1957 funda o Museu Pio XII.
- Nos anos seguintes dirige várias escavações arqueológicas, entre as quais ao próprio Seminário de Santiago.
- Nos anos setenta incentivou à fundação do Instituto Limiano. Colabora na Exposição Mariana no Museu dos Terceiros.
- Em 21 de Junho de 1984 funda o Museu Medina.
- Em 1986 recebe a Medalha de Mérito Cultural pela Secretária de Estado da Cultura Teresa Patrício Gouveia.
- Em 1990 o presidente da República confere-lhe o Grau de Comendador da Ordem do Mérito. É nomeado sócio da Academia Portuguesa de História.
- Foi deão do Cabido bracarense.